# Ultras Sur

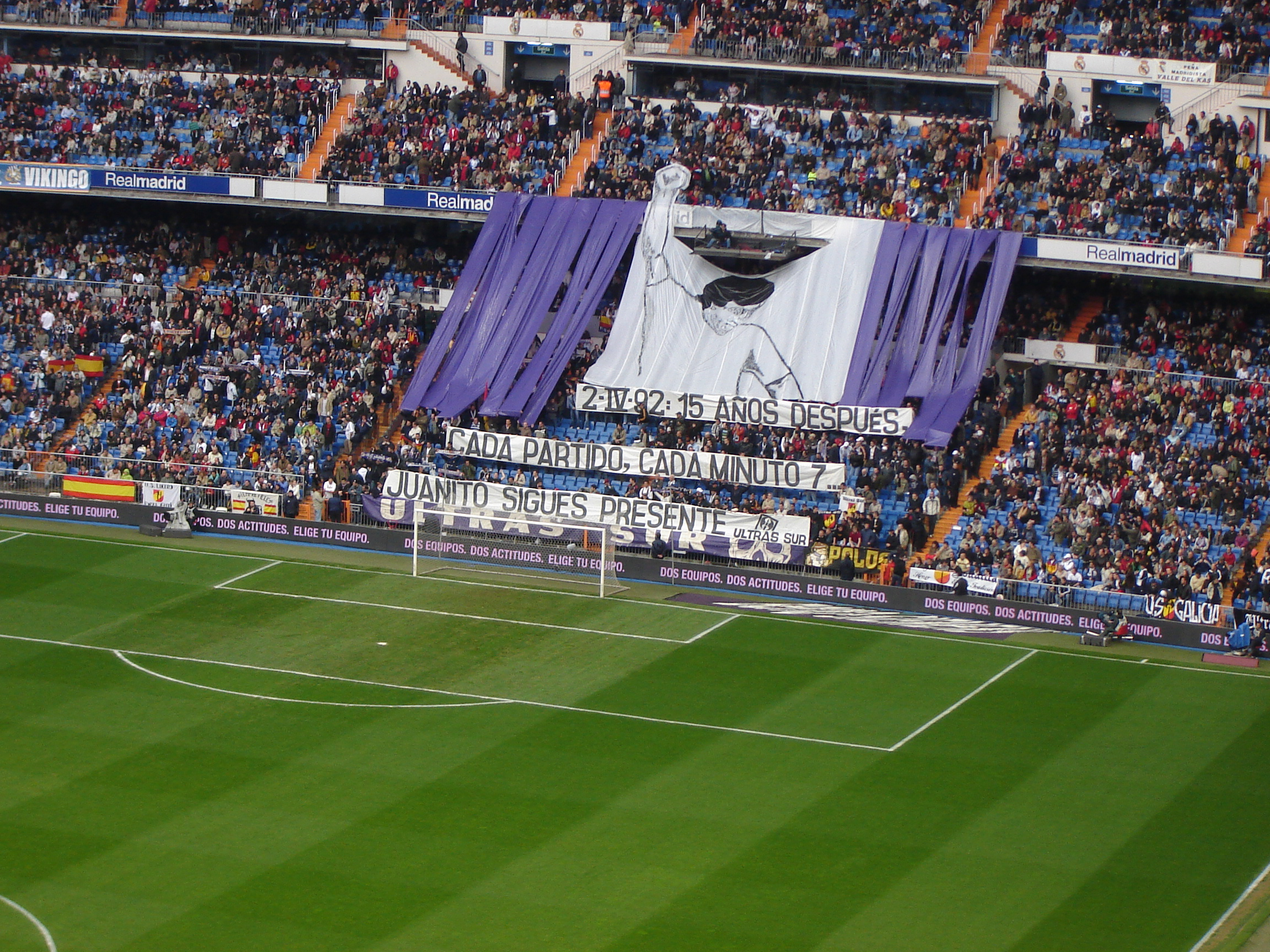
Ultras Sur homenatjant el futbolista Juanito

Els Ultras Sur és un grup ultra del Reial Madrid fundat el 1980. Els membres tenen ideologia d'extrema dreta. Antigament solien portar estètica skinhead, si bé, recentment, predominava més l'estètica casual. A finals de desembre de 2013, el club, encapçalat per la directiva de Florentino Pérez, a través de la seva pàgina web anuncià la «reorganització completa de la graderia d'animació del fons sud de l'estadi Santiago Bernabéu», trencant el suposat pacte de convivència. La Comissió Estatal contra la Violència els ha declarat grup radical violent en 2019, prohibint-ne l'exhibició de simbologia en els camps de futbol.

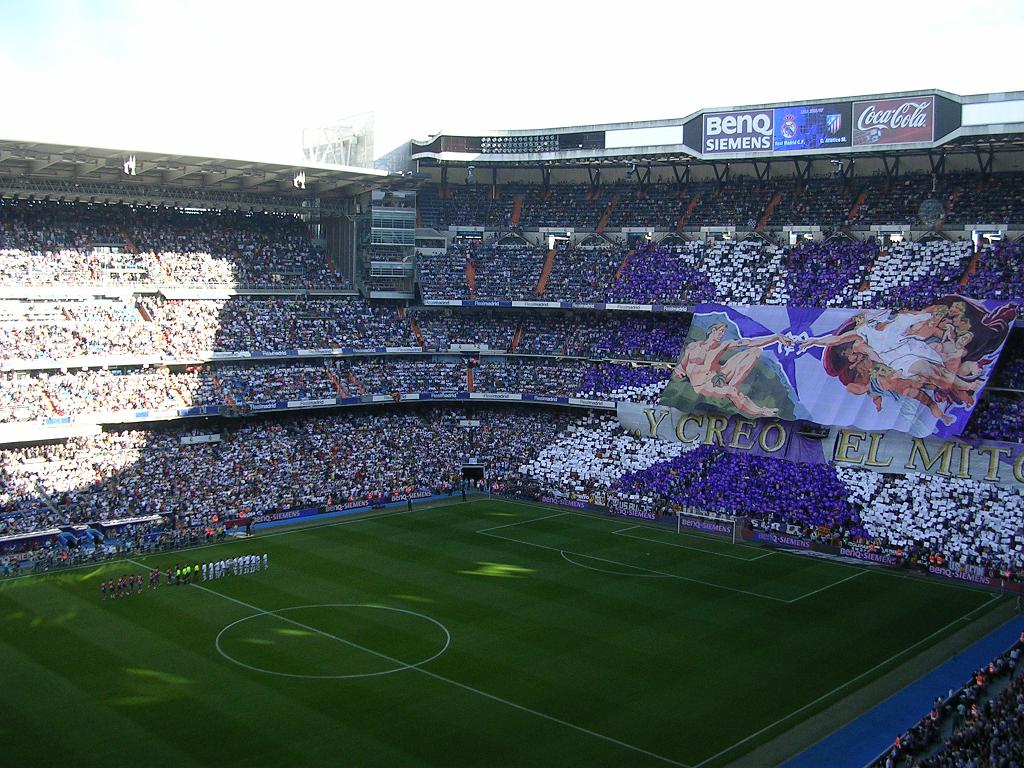
Reial Madrid contra l'Atlètic de Madrid al Santiago Bernabéu

## Història
Els Ultras Sur van néixer a 1980 en el si de la penya "Les banderes", a la qual van arribar una sèrie de joves aficionats caracteritzats per un major extremisme a l'hora de donar suport a l'equip. Temps després, van ser expulsats i començar la seva etapa com a grup independent.
José Luis Ochaíta, líder del grup durant anys, va ser protagonista de diversos altercats, essent detingut en diverses ocasions i prohibint l'accés als recintes esportius. D'entre els incidents que van provocar els Ultras Sur, un dels més sonats va tenir lloc l'1 d'abril de 1998 durant l'anada de les semifinals de la Lliga de Campions 1997-98 contra el Borussia Dortmund. Un centenar d'ultres es va enfilar a la tanca metàl·lica del Fons Sud de l'Estadi Santiago Bernabéu abans de començar el partit. La tanca va cedir i va provocar la caiguda de la porteria, que estava lligada amb cables a aquesta. El partit va començar amb 75 minuts de retard i el fet li va costar una forta sanció al club, que passaria a prendre mesures més dràstiques amb el grup a partir de llavors. Els Ultras Sur van ser desplaçats al tercer amfiteatre i posteriorment a la part baixa de la grada lateral, van passar per una època de forta crisi i, dels prop de 2.000 socis que anteriorment ocupaven el Fons Sud, molts van acabar marxant.
Durant la primera presidència de Florentino Pérez Rodríguez (2000-2006), el grup va tornar a un sector acotat del Fons Sud, passant a més pel control que tots havien de passar per la porta 28. El Reial Madrid ha estat partidari d'ajudar-los econòmicament. A més, el club va deixar de sufragar les despeses derivades dels trasllats nacionals i internacionals d'aquests aficionats. El nombre d'incidents protagonitzats es va reduir considerablement.
El grup es va mostrar afí a Ramón Calderón, president del Reial Madrid entre 2006 i principis de 2009.
Encara que al llarg de la història del grup s'han registrat alguns incidents amb jugadors del Reial Madrid, derivats, segons la premsa, de la negativa d'ajudar-los econòmicament a canvi de rebre el seu suport a la grada, altres futbolistes els han mostrat públicament el seu suport. Un dels més coneguts va ser Juan Gómez González, jugador madridista durant deu temporades que va morir en accident de trànsit i a qui recorden en el minut 7 de cada partit en el Santiago Bernabéu cantant: "Illa illa illa Juanito maravalla".
Malgrat les dificultats d'accedir a aquest grup, els Ultras Sur han estat objecte d'alguns llibres publicats per persones que han aconseguit infiltrar-s'hi. Un periodista ocult sota el pseudònim d'Antonio Instal va publicar Diari d'un skin, en el qual descrivia el comportament del grup dins i fora l'estadi i la seva relació amb el moviment neonazi. L'agent David Madrid va viure experiències similars. Va publicar Insider, un policia que es va colar a les grades ultres i Tribus Urbanes.